# 魔笛 (2006年の映画)
『魔笛』（まてき、原題：The Magic Flute）は、2006年公開のフランスとイギリスの合作映画である。ヴォルフガング・アマデウス・モーツァルト作曲のジングシュピール（オペラ）『魔笛』を元に、エマヌエル・シカネーダーの原作台本をスティーヴン・フライが翻訳し、監督のケネス・ブラナーがフライと脚色した。第63回ヴェネツィア国際映画祭でプレミア上映後、フランスで12月に劇場初公開され、日本では2007年7月に公開。

## 演出
オリジナルのオペラの舞台を、第一次世界大戦当時を想定した最前線付近に置き換え、夜の女王とザラストロとの対立を塹壕を挟んだ青い軍服の軍と赤い軍服の軍との対峙で現している。タミーノとパパゲーノは青軍の将校および兵として登場する。複葉機やタンクが登場する中、『魔笛』全22曲のナンバー（英語）をオペラ歌手が歌い継ぐストーリーが展開される。CGを多用し、現代的な要素を加味したダイナミックなカメラワークで、舞台では描けない作品に仕上げると共に、ブラナーのそれまでの作品の要素を各所にちりばめた英国的な映画となった。

## スタッフ
- 制作：ピエール＝オリビエ・バルデ、ピーター・ムーア財団
- 制作総指揮：スティーヴン・ライト
- 監督：ケネス・ブラナー
- 脚本：エマヌエル・シカネーダー（原台本）、スティーヴン・フライ
- 音楽
  - 作曲：ヴォルフガング・アマデウス・モーツァルト
  - 指揮：ジェームズ・コンロン
  - 演奏：ヨーロッパ室内管弦楽団

## キャスト
- ジョゼフ・カイザー - タミーノ（テノール）
- エイミー・カーソン - パミーナ（ソプラノ）
- ベン・デイヴィス - パパゲーノ（バリトン）
- シルヴィア・モイ - パパゲーナ（ソプラノ）
- リューボフィ・ペトローヴァ[1] - 夜の女王（コロラトゥーラソプラノ）
- ルネ・パーペ - ザラストロ（バス）
- トム・ランドル - モノスタトス（テノール）
- テゥタ・コッコ - 第一の侍女（ソプラノ）
- ルイーズ・カリナン - 第二の侍女（メゾソプラノ）
- キム＝マリー・ウッドハウス - 第三の侍女（アルト）
- リズ・スミス - 老いたパパゲーナ（ソプラノ）

## 注
1. ↑  リューボフ・ペトロヴァとも。